# Droga krajowa nr 88 (Polska)
Droga krajowa nr 88 – droga krajowa klasy GP biegnąca przez województwa: opolskie i śląskie. Odcinek od autostrady A4 do Bytomia powstał jako autostrada Rzeszy RAB 64 (wcześniej oznaczony numerem RAB 29).

## Historia numeracji
Droga na przestrzeni lat posiadała różne numery i kategorie:

| Numer                                                     | Numer             | Kategoria                                        | Przebieg                               | Lata obowiązywania | Źródło | Uwagi |
| --------------------------------------------------------- | ----------------- | ------------------------------------------------ | -------------------------------------- | --- | --- | --- |
| Do 1945 roku trasa znajdowała się poza terytorium Polski. |                   |                                                  |                                        | | | |
| ?                                                         | droga drugorzędna | Strzelce Opolskie – Nogawczyce – Gliwice – Bytom | 1952 – 1970/1971                       | Atlas samochodowy Polski 1:500 000. Wyd. IV. Warszawa: Państwowe Przedsiębiorstwo Wydawnictw Kartograficznych, 1965, s. 120-121. | • kategoria na podstawie materiału źródłowego • brak odcinka Nogawczyce – most nad Kanałem Gliwickim • na niektórych mapach odcinek Gliwice – Bytom oznaczany jako autostrada | |
| E22                                                       | E22               | Strzelce Opolskie – Nogawczyce – Gliwice – Bytom | droga międzynarodowa                   | 1970/1971 – 1985 | - Mapa samochodowa Polski 1:1 000 , wyd. dziesiąte, Warszawa: Państwowe Przedsiębiorstwo Wydawnictw Kartograficznych, 1971. Brak numerów stron w książce - Mapa samochodowa Polski 1:1 000 , wyd. trzecie, Warszawa: Państwowe Przedsiębiorstwo Wydawnictw Kartograficznych, 1975. Brak numerów stron w książce - Samochodowy atlas Polski 1:500 000. Wyd. V. Warszawa: Państwowe Przedsiębiorstwo Wydawnictw Kartograficznych, 1979, s. 121-122, 126, 142. ISBN 83-7000-017-7. - Samochodowy atlas Polski 1:500 000. Wyd. IX. Warszawa: Państwowe Przedsiębiorstwo Wydawnictw Kartograficznych, 1985, s. 121-122, 126, 142. | nieznana numeracja krajowa |
| 4                                                         | E40               | Strzelce Opolskie – Nogawczyce – Gliwice – Bytom | • droga krajowa • droga międzynarodowa | 14 II 1986 – 2000 | - Uchwała nr 192 Rady Ministrów z dnia 2 grudnia 1985 r. w sprawie zaliczenia dróg do kategorii dróg krajowych (M.P. z 1986 r. nr 3, poz. 16) - Polska: atlas samochodowy 1:300 000. Wyd. pierwsze. Warszawa: Polskie Przedsiębiorstwo Wydawnictw Kartograficznych, 1992. ISBN 83-7000-080-0. Brak numerów stron w książce - Polska: mapa samochodowa 1:700 000, wyd. 1, Szczecin: Wydawnictwo Kartograficzne KOMPAS, 1996–1997, ISBN 83-904373-2-5. Brak numerów stron w książce - Polska: mapa samochodowa 1:700 000, wyd. II Zmienione i poprawione, Szczecin: Wydawnictwo Kartograficzne KOMPAS, 1997–1998, ISBN 83-904373-3-3. Brak numerów stron w książce - Rozporządzenie Rady Ministrów z dnia 15 grudnia 1998 r. w sprawie ustalenia wykazu dróg krajowych i wojewódzkich (Dz.U. z 1998 r. nr 160, poz. 1071) - Polska: mapa samochodowa z podziałem administracyjnym 1:700 000, wyd. V Zmienione, poprawione i uaktualnione, Szczecin: Wydawnictwo Kartograficzne KOMPAS, 1999–2000, ISBN 83-904373-7-6. Brak numerów stron w książce                                                                                    | |
| 4 88                                                      | E40               | Strzelce Opolskie – Nogawczyce – Gliwice – Bytom | • droga krajowa • droga międzynarodowa | 2000 – 2008 | - Zarządzenie nr 6 Generalnego Dyrektora Dróg Publicznych z dnia 9 maja 2000 r. w sprawie nowych numerów dróg krajowych [online], Rzeczpospolita, 4 lipca 2000. - Rozporządzenie Ministra Infrastruktury z dnia 17 marca 2004 r. w sprawie ustalenia przebiegu dróg krajowych w województwach dolnośląskim, kujawsko-pomorskim, mazowieckim, pomorskim, śląskim, zachodniopomorskim (Dz.U. z 2004 r. nr 60, poz. 566) - Polska: mapa samochodowa z podziałem administracyjnym 1:700 000, wyd. XII Zmienione, poprawione i uaktualnione, Szczecin: Wydawnictwo Kartograficzne KOMPAS, 2004–2005, ISBN 83-904373-7-6. Brak numerów stron w książce - Polska: mapa samochodowa z podziałem administracyjnym 1:700 000, wyd. XIV Zmienione, poprawione i uaktualnione, Szczecin: Wydawnictwo Kartograficzne KOMPAS, 2005–2006, ISBN 83-904373-7-6. Brak numerów stron w książce - Rozporządzenie Ministra Transportu z dnia 12 listopada 2007 r. w sprawie ustalenia przebiegu dróg krajowych w województwach dolnośląskim, kujawsko-pomorskim, mazowieckim, pomorskim, śląskim, zachodniopomorskim (Dz.U. z 2007 r. nr 227, poz. 1679) | wspólny przebieg dróg nr 4 i 88 |
| 88                                                        | 88                | Strzelce Opolskie – Nogawczyce – Gliwice – Bytom | droga krajowa                          | od 2008 | - Rozporządzenie Ministra Infrastruktury z dnia 24 marca 2010 r. w sprawie przebiegu dróg krajowych w województwach dolnośląskim, kujawsko-pomorskim, lubelskim, lubuskim, łódzkim, małopolskim, mazowieckim, opolskim, podkarpackim, podlaskim, pomorskim, śląskim, świętokrzyskim, warmińsko-mazurskim, wielkopolskim, zachodniopomorskim (Dz.U. z 2010 r. nr 59, poz. 371) - Polska 2016: mapa samochodowa 1:700 000, wyd. XXVII, Dom Wydawniczy PWN, 2016, ISBN 978-83-7705-942-5. Brak numerów stron w książce - Polska 2020/2021: mapa samochodowa 1:700 000, Grupa PWN, 2020, ISBN 978-83-65808-36-3. Brak numerów stron w książce | • na odcinku Nogawczyce – Kleszczów wspólny przebieg z autostradą A4 • ograniczenia dla ruchu ciężkiego • zmiana przebiegu w Gliwicach po oddaniu do użytku odcinka Drogowej Trasy Średnicowej, obowiązująca do końca 2024 roku |

## Przebieg drogi krajowej nr 88
Droga składa się z następujących odcinków:
1. Strzelce Opolskie (skrzyżowanie z drogą nr 94) – węzeł „Nogowczyce” z autostradą A4,
2. węzeł „Nogowczyce” – węzeł „Kleszczów” – na tym odcinku droga prowadzona jest po śladzie autostrady A4, odcinek ten od 1 czerwca 2012 r. do 1 grudnia 2021 r. był płatny. Dla samochodów osobowych opłata za przejazd wynosiła ok. 2 zł,
3. węzeł „Kleszczów” – węzeł „Portowa” w Gliwicach – bezkolizyjny, jednojezdniowy, dwupasmowy odcinek, zbudowany w latach 30. jako tymczasowo jednojezdniowa betonowa autostrada. Obecnie po remoncie kapitalnym, posiada nową nawierzchnię z asfaltobetonu o klasie drogi ekspresowej. Część tego odcinka nosi nazwę „aleja Jana Nowaka-Jeziorańskiego”,
4. węzeł „Portowa” w Gliwicach – węzeł „Tarnogórska” w Gliwicach – odcinek wspólny z drogą krajową nr 78; w ciągu alei Jana Nowaka-Jeziorańskiego
5. węzeł „Tarnogórska” w Gliwicach – Bytom Karb (skrzyżowanie z drogą nr 94) – do granic administracyjnych Bytomia bezkolizyjny jednojezdniowy odcinek posiadający po dwa pasy ruchu w każdym kierunku, pomiędzy granicą z Zabrzem a drogą 94 ruch odbywa się po dwóch jezdniach. Ten odcinek także powstał pod koniec lat 30. Gruntownie odremontowany i pokryty asfaltem w latach Polski Ludowej. Odcinek Gliwice – Bytom o długości 12 km oddano do użytku 27 września 1936. Przy budowie odcinków budowanych podczas II wojny światowej pracowali robotnicy przymusowi i więźniowie filii obozu koncentracyjnego KL Auschwitz.
W latach 2012–2014 odbywał się remont prawie 70-letniego wiaduktu (50°18′44″N 18°39′24″E/50,312222 18,656667) nad torami kolejowymi w Gliwicach. W tym czasie ruch kierowany był objazdem przez pobliską estakadę Heweliusza. Po remoncie na wiadukcie przywrócono pierwotną przepustowość, to znaczy ruch dwoma pasami w każdym kierunku. Wyremontowany wiadukt oddano do użytku w październiku 2014[2].

Do końca 2024 roku droga na terenie Gliwic była poprowadzona fragmentem Drogowej Trasy Średnicowej (węzeł „Portowa” – węzeł „Gliwice Sośnica”) oraz autostrady A1 (węzeł „Gliwice Sośnica” – węzeł „Gliwice Wschód”).

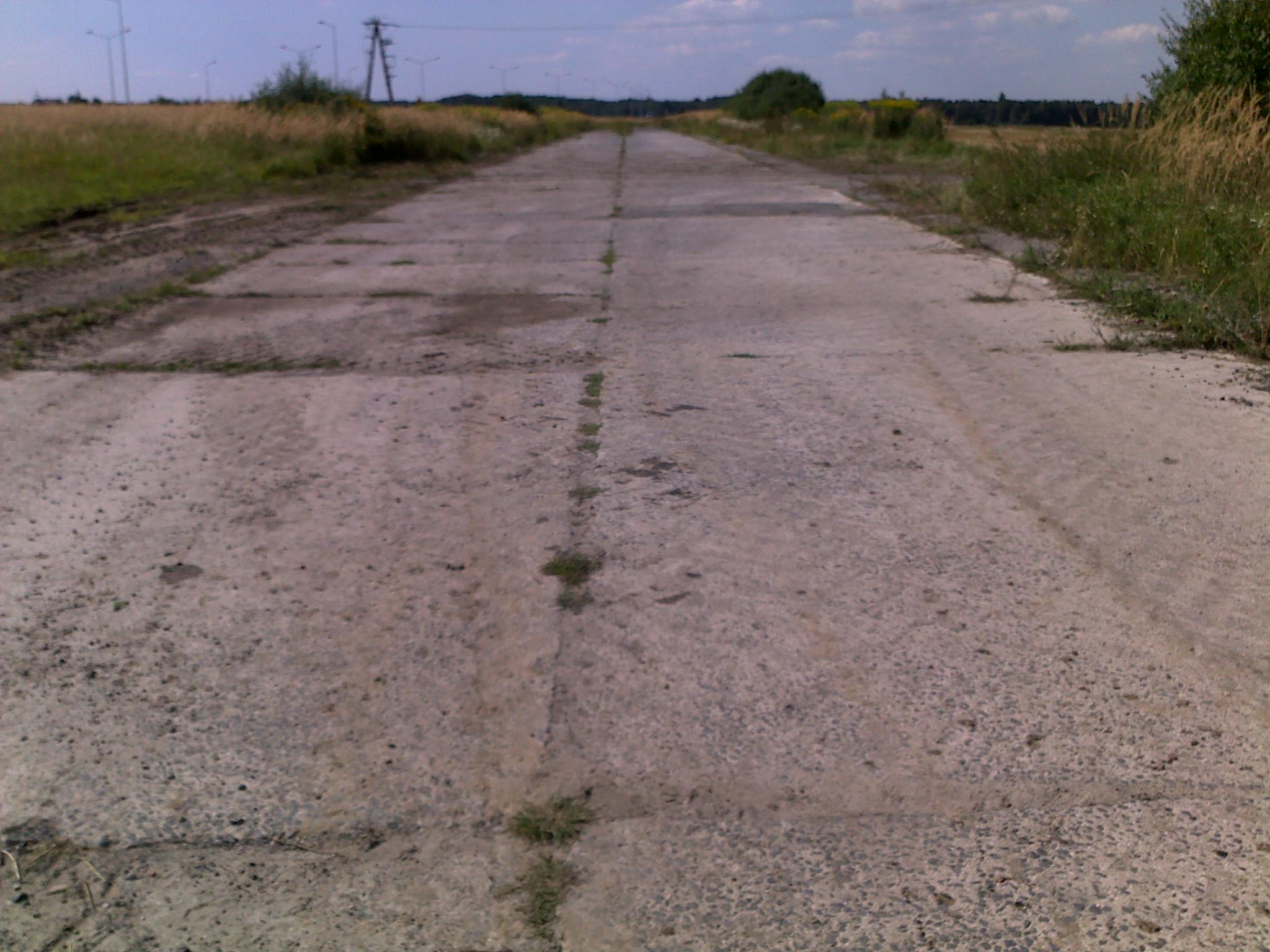
Jedyny ocalały fragment oryginalnej autostrady Rzeszy RAB 29 – w pobliżu węzła Kleszczów widoczna nawierzchnia z płyt betonowych z 1936 roku (obecny korytarz zaczynającej się w tym miejscu drogi nr 88 i wybudowanej na nowo autostrady A4 jest przesunięty o kilkanaście metrów w stosunku do pierwotnej trasy ze względu na wybudowany węzeł autostradowy)
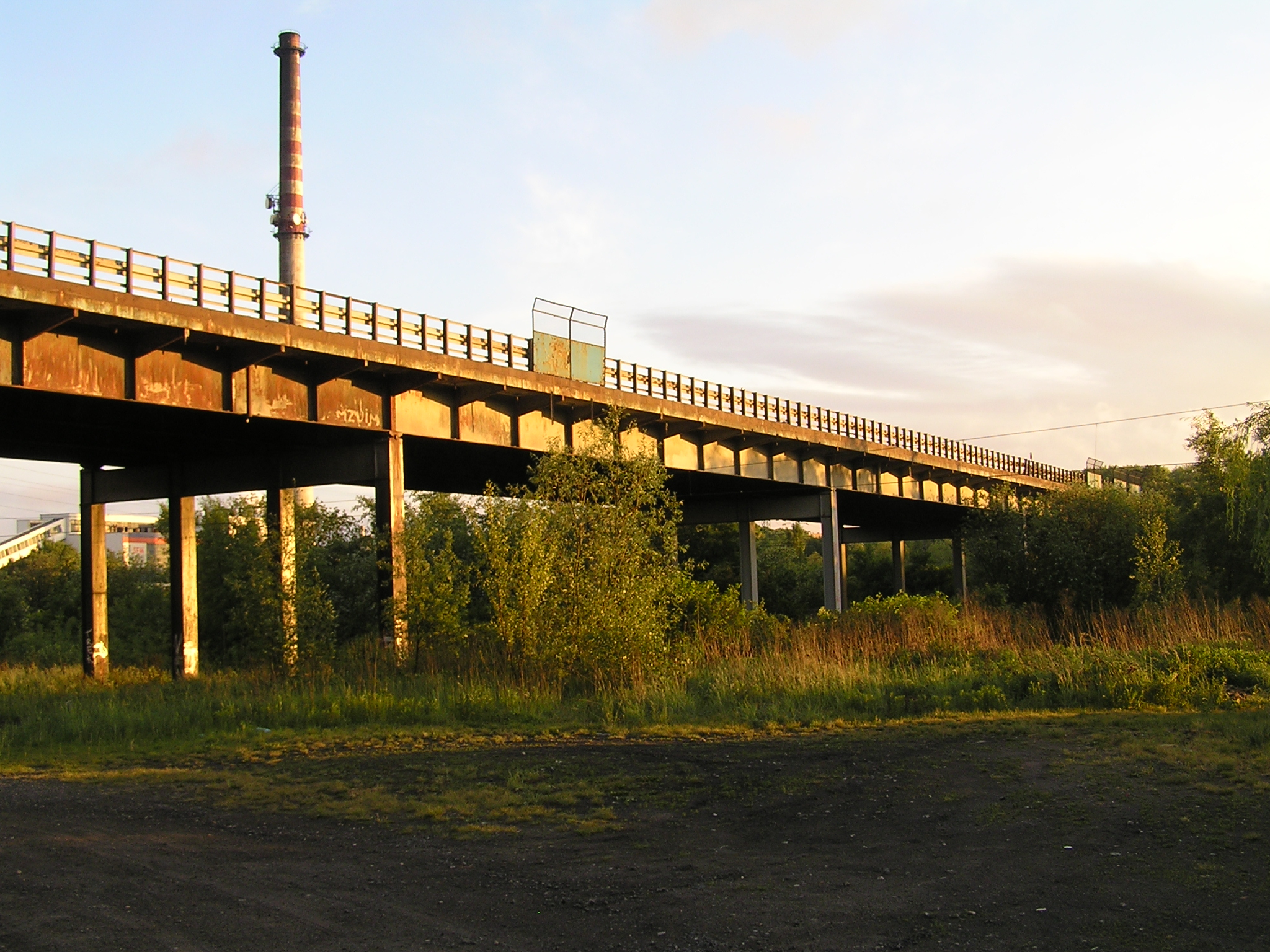
Wiadukt nad torami kolejowymi na drodze nr 88 w Gliwicach wybudowany w latach 1941–1944.

## Dopuszczalny nacisk na oś
Od 13 marca 2021 roku na całej długości drogi dopuszczalny jest ruch pojazdów o nacisku pojedynczej osi do 11,5 tony z wyjątkiem określonych miejsc oznaczonych znakiem zakazu B-19.

### Do 13 marca 2021 r.
Droga krajowa nr 88 była objęta ograniczeniami dopuszczalnego nacisku pojedynczej osi:
| Znak | Dopuszczalny nacisk | Odcinek                                               |
| ---- | ------------------- | ----------------------------------------------------- |
| DK88 | do 10 ton           | E40 (węzeł „Kleszczów”) – Gliwice – Zabrze – Bytom () |

## Ważniejsze miejscowości leżące przy drodze krajowej nr 88
- Strzelce Opolskie (DK94, DW409, DW426)
- Nogowczyce (A4)
- Łany (A4, DK40)
- Kleszczów (A4)
- Gliwice (A1, A4, DK44, DK78, DW408, DW901, DW902)
- Zabrze (A1, A4, DK78, DK94, DW901, DW902)
- Bytom (A1, DK11, DK78, DK79, DK94, DW911, DW925)

## Stacje benzynowe i handel przy drodze nr 88
- Gliwice – BP (w kierunku Bytomia), C.H. Arena (Carrefour, Leroy Merlin, Decathlon ze stacją paliw Carrefour)
- Zabrze – C.H. M1 (Auchan, OBI, Media Markt) ze stacją TransOil.
- Bytom – C.H. Plejada (Carrefour) ze stacją paliw Carrefour, Circle K